# Assemblea della Martinica
L'Assemblea della Martinica (in francese Assemblée de Martinique) è l'organo deliberativo della regione francese della Martinica, che è una collettività territoriale unica della Francia. Il 1º gennaio 2016, dopo un processo iniziato nel 2015, ha sostituito i Consigli regionale e generale della Martinica.

## Metodo di voto
L'assemblea della Martinica è composta da 51 membri, eletti per un mandato di sei anni.
Il sistema di voto è simile a quello utilizzato per le elezioni regionali: si tratta di un'elezione proporzionale a membri multipli con due turni con premio di maggioranza. Nel primo turno, se una lista riceve la maggioranza assoluta dei voti espressi, riceve un premio di 11 seggi e i seggi rimanenti vengono assegnati a tutte le liste che hanno ricevuto almeno il 5% dei voti espressi.
Se nessuna lista ottiene la maggioranza assoluta, ha luogo un secondo turno: la lista che arriva per prima nel secondo turno riceve il premio di 11 seggi e i seggi rimanenti vengono assegnati a tutte le liste che hanno ricevuto almeno il 5% dei voti espressi. 
Per la distribuzione dei seggi all'interno di ciascuna lista, il territorio della Martinica è diviso in quattro sezioni elettorali corrispondenti ai collegi elettorali legislativi.

## Presidenti
| Mandato          | Mandato       | Presidente | Presidente     | Partito | Partito                                     |
| ---------------- | ------------- | ---------- | -------------- | ------- | ------------------------------------------- |
| 15 dicembre 2015 | 2 luglio 2021 |            | Claude Lise    |         | Raggruppamento Democratico per la Martinica |
| 2 luglio 2021    | in carica     |            | Lucien Saliber |         | Alians Matinik                              |